# آمورای
آمورای ( انگلیسی: Amurai؛ زادهٔ ۷ اوت ۱۹۸۷) موسیقی‌دان تهیه‌کننده موسیقی، دی‌جی، ترانه‌سرا اهل ارمنستان است. وی از سال ۲۰۰۵ میلادی تا کنون مشغول به فعالیت می‌باشد.

## زندگی‌نامه
وی با نام اصلی مانوئل تر-پوغوسیان در ۷ اوت ۱۹۸۷ در ایروان به دنیا آمد .